# Raggruppamento carristi
Il Raggruppamento Carristi (Agrupación de carros de asalto y autos blindados per gli spagnoli) era un'unità corazzata del Corpo Truppe Volontarie, inviata dal Governo Italiano a combattere la guerra civile spagnola al fianco dei nazionalisti.

## Storia
I primi carri armati leggeri italiani CV35 sbarcarono in Spagna, nel porto di Vigo; essi rappresentarono il primo passo nel coinvolgimento dell'Italia nella guerra civile spagnola, poi ufficialmente dichiarato il 10 dicembre seguente. A questo primo gruppo ne seguì un secondo il 20 settembre, costituito da 10 CV35, dei quali tre nella versione carro lanciafiamme L3/35Lf. I carri andarono a costituire il I Raggruppamento italo-spagnolo carri, che si batté ottimamente il 21 ottobre nella battaglia di Navalcarnero e prese parte, otto giorni dopo presso Seseña, al primo scontro tra carri armati nella storia militare italiana. In questa occasione i carri italiani si scontrarono con i T-26 repubblicani di costruzione sovietica; un solo CV35 andò perduto. Poco dopo questo fatto d'armi l'unità venne sciolta ed i carri furono ceduti agli spagnoli. 

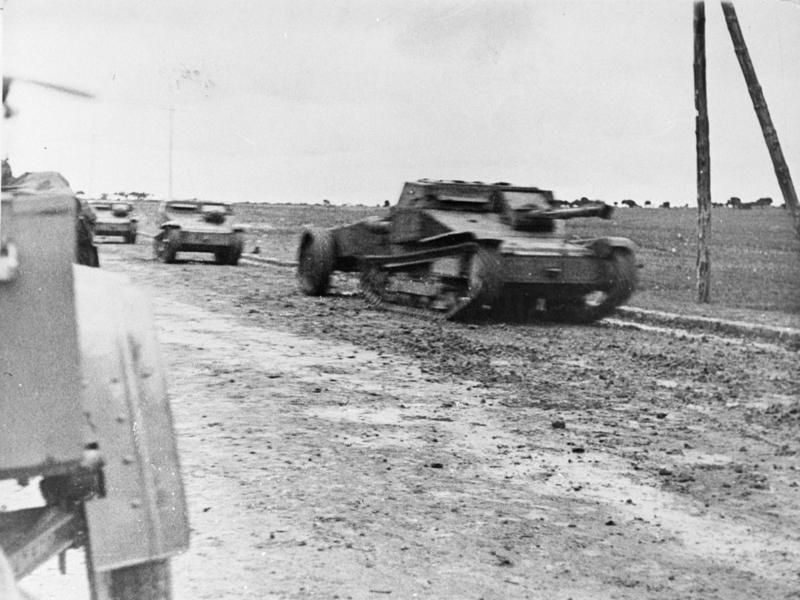
Carri leggeri italiani avanzano con un carro lanciafiamme L3-35Lf al comando verso Guadalajara.

Il 22 novembre 1936 la Missione Militare Italiana in Spagna venne potenziata tramite l'invio di due nuove compagnie carri e di una sezione controcarri; con i carri recuperati dagli spagnoli, vennero costituite in totale tre compagnie carri, che l'8 febbraio supportarono le truppe italiane nella battaglia di Malaga ed il 17 febbraio furono organizzate nel Raggruppamento Carri d'Assalto per l'OMS, poi trasformato in Raggruppamento Reparti Specializzati (RSS), su cinque compagnie. Tali unità avevano personale misto tratto in parte dal Regio Esercito, parte dalla Milizia Volontaria per la Sicurezza Nazionale (MVSN) e in parte anche spagnolo.
Tra l'8 ed il 18 marzo il RSS prese parte alla sfortunata battaglia di Guadalajara. Nell'aprile successivo venne riorganizzato su due battaglioniː uno su quattro compagnie carri, un plotone anticarro ed una compagnia di fanteria spagnola, che gli italiani dotarono di due autocarri per ognuno dei tre plotoni; l'altro era su una compagnia autoblindo, una motociclisti ed una lanciafiamme-chimica. Il reparto non combatté mai come unità organica, ma di volta in volta vennero formate delle unità operative a livello di compagnia rinforzata. A settembre il RSS ricevette una batteria di cannoni anticarro 3,7 cm PaK 36 (37/45 Mod. 36), potendo così assegnare ad ogni compagnia un plotone anticarro, oltre a mitragliere anticarro Breda 20/65 Mod. 1935, cannoni d'accompagnamento 65/17 Mod. 1908/1913, un'unità genio, motociclisti esploratori, tutti tratti dalle divisioni di fanteria del CTV. Nello stesso periodo l'unità di fanteria spagnola venne ritirata dal RSS.
Nell'ottobre 1937 il reparto venne nuovamente riorganizzato e rinforzato, trasformandosi in Raggruppamento Carristi su due battaglioni carri ed un battaglione di supporto. All'inizio del 1938 al RSS venne aggregato infine una compagnia di carri T-26 di preda bellica. Queste forze vennero usate, fino alla fine della guerra, per creare unità motocorazzate a livello di plotone rinforzato. Il Raggruppamento Carristi venne sciolto ufficialmente il 31 luglio 1939, dopo la Parata della Vittoria a Madrid. In totale furono inviati dall'Italia 149 carri CV35, dei quali 36 andarono persi in combattimento o per problemi meccanici; i rimanenti furono trasferiti all'esercito spagnolo.

## Ordine di battaglia: aprile 1937
Raggruppamento Reparti Specializzati
- I Battaglione 
  - 1ª Compagnia carristi (Capitano Oreste Fortuna)
  - 2ª Compagnia carristi (Capitano Paolo Paladini)
  - 3ª Compagnia carristi (Capitano Umberto Miduri)
  - 4ª Compagnia carristi (Capitano Carcio)
  - Sezione anticarro
  - Compagnia fanteria (spagnola)
    - tre plotoni
- II Battaglione
  - Compagnia automitragliatrici
  - Compagnia motomitraglieri
  - 5ª Compagnia lanciafiamme L3/35Lf e chimica

## Comandanti
- Carlo Rivolta  (dal 22.02 al 24.04.1937)
- Colonnello Valentino Babini (dal 25.04.1937 al 30.09.1938)
- Colonnello Riva (dal 01.10.1938 al 31.07.1939)